# Kvass
Kvass (engleski: "Kvas") je treći studijski album norveškog black metal-sastava Kampfar. Album je 5. svibnja 2006. godine objavila diskografska kuća Napalm Records.

## O albumu
Album je imenovan po kvasu, slaboalkoholnom piću koje se uglavnom pije na prostoru istočne Europe.
Ovo je prvi album sastava na kojem su sudjelovali basist Jon Bakker te bubnjar i pjevač Ask.

## Popis pjesama
| 1.    | »Lyktemenn«        | 8:14 |
| 2.    | »Til siste mann«   | 7:33 |
| 3.    | »Ravenheart«       | 6:43 |
| 4.    | »Ildverden«        | 9:45 |
| 5.    | »Hat og avind«     | 6:13 |
| 6.    | »Gaman av drømmer« | 7:30 |
| 45:58 |                    |      |

## Recenzije
Stewart Mason, glazbeni kritičar sa stranice AllMusic, dodijelio je albumu četiri i pol od pet zvjezdica te je izjavio: "Nakon gotovo sedmogodišnjeg odmora, norveški nepokolebljivi black metal [sastav] Kampfar vraća se s epskim Kvassom, albumom koji miješa osnovne trope tadašnjeg skandinavskog death metala s pristupom koji u ovom kontekstu zvuči gotovo klasicistički po standardima metala. [...] Oni koje će njihov smisao za estetiku norveškog death metala dovesti do toga da prosude kvalitetu sastava isključivo po udarcima njegova bubnjara te po tome koliko pjevač zvuči kao Keksomlat vrlo vjerojatno neće uživati u Kvassu, ali općenito govoreći, ovo je i dobrodošao povratak formi i rijedak primjer toga kako se skandinavske metal grupe mogu uspješno ponovno upoznati sa svojim korijenima."

## Zasluge
| Kampfar - Ask – bubnjevi, prateći vokali - Dolk – vokali - Thomas – gitara, klavir - Jon – bas-gitara | Ostalo osoblje - Jon Lundin – ilustracije - Sebastian Ludvigsen – fotografija sastava - Svein-Jørgen Wiken – fotografija naslovnice - Rune Jørgensen – produkcija, inženjer zvuka, miksanje - Morten Lund – mastering |